# Ranunculus flabelloides
Ranunculus flabelloides är en ranunkelväxtart som först beskrevs av A. Nyar., och fick sitt nu gällande namn av Soo. Ranunculus flabelloides ingår i släktet ranunkler, och familjen ranunkelväxter. Inga underarter finns listade i Catalogue of Life.